# Rue Charles Pas
La rue Charles Pas est une rue bruxelloise de la commune d'Auderghem dans le quartier du Parc des Princes qui aboutit sur l'avenue Jean-François Leemans sur une longueur de 160 mètres.

## Historique et description
En 1959, on créa deux nouvelles rues dans le tout jeune quartier Parc des Princes, construit par la société Etrimo.
Le conseil communal donna à ces rues le nom de victimes de guerre. L'une fut appelée Charles Pas, l'autre Eugène Denis, le 2 octobre 1959.
Le nom de la rue vient du soldat Charles Pas, plombier de profession, né le 10 février 1906 à Auderghem, tué le 10 mai 1940 à Heverlee vers 18:30 lors d'un bombardement aérien, le 1er jour de la campagne des 18 jours, Seconde Guerre mondiale. Il était marié à Jeanne-Charlotte Verheye.
- Premiers permis de bâtir délivrés le 10 novembre 1959 pour les n° 12, 14, 15, 16, 17 et 20.